# Apiúna

Apiúna este un oraș în Santa Catarina (SC), Brazilia. 